# (36227) 1999 UR5
1999 UR5 (asteroide 36227) é um asteroide da cintura principal. Possui uma excentricidade de 0.14875980 e uma inclinação de 10.75011º.
Este asteroide foi descoberto no dia 29 de outubro de 1999 por CSS em Catalina.